# Sirius Seniorby
|  | Fremtidig bygning Denne artikel omhandler en bygning, der er under opførelse. Det er derfor muligt, at indholdet er af spekulativ natur, og ligeledes, at indholdet kan ændre sig markant efterhånden som flere oplysninger bliver tilgængelige. |

Sirius Seniorby er en bydel under konstruktion i Gjesing i Esbjerg, som skal indeholde lægehus med læge, fysioterapi og fodterapeut, samt et plejehjem Sirius Seniorbo og ældreboliger kaldet Krebsehusene. Krebsehusene er tegnet af Friis og Moltke og opføres af Dansk Boligbyg for Claus Sørensen Ejendomme. Projektet er opstået som en del af byudviklingen i Esbjerg Kommune og ved første spadestik var formand for Teknik og Byggeudvalg Søren Heidi Lambertsen og formand for Sundhed og Omsorgsudvalget Olfert Krog også til stede. Syddansk Universitet har også interesser i projektet og arbejder med det i forskningsenheden for sundhedsfremme som ledes af professor Pernille Tanggaard Andersen, der ligeledes var til stede.
Lægehuset blev taget i brug i december 2020, mens både plejecentret og ældreboligerne først forventes ibrugtaget i foråret 2022. Tankerne bag projektet har været forsamlingshus-tankegangen, da man har ønsket at skabe et seniormiljø, hvor plejehjemsbeboere og ældre borgere kan drage nytte af fælles faciliteter og på den måde højne livskvaliteten.